# Clymer (Nueva York)
Clymer es un pueblo ubicado en el condado de Chautauqua en el estado estadounidense de Nueva York. En el año 2000 tenía una población de 1.501 habitantes y una densidad poblacional de 16.1 personas por km².

## Geografía
Clymer se encuentra ubicado en las coordenadas 42°2′7″N 79°35′17″O / 42.03528, -79.58806.

## Demografía
Según la Oficina del Censo en 2000 los ingresos medios por hogar en la localidad eran de $34,583, y los ingresos medios por familia eran $38,654. Los hombres tenían unos ingresos medios de $30,000 frente a los $22,813 para las mujeres. La renta per cápita para la localidad era de $13,710. Alrededor del 9.0% de la población estaban por debajo del umbral de pobreza.